# Downtown Battle Mountain
| Críticas profissionais | Críticas profissionais |
| Avaliações da crítica  | Avaliações da crítica  |
| Fonte                  | Avaliação              |
| ---------------------- | ---------------------- |
| AbsolutePunk           | (80%)                  |
| Allmusic               | [ 2 ]                  |
| Kerrang!               | 3 de 5 estrelas.       |
| Punknews.org           | [ 3 ]                  |

Downtown Battle Mountain é o álbum de estréia da banda de post-hardcore americana Dance Gavin Dance, lançado em 15 de maio de 2007. De acordo com uma entrevista com o vocalista Jonathan Mess, o álbum tomou o nome de Battle Mountain, Nevada, que a banda visitou enquanto o álbum estava sendo escrito. Foi produzido por Kris Crummett, que produziu o EP anterior Whatever I Say Is Royal Ocean. As músicas "And I Told Them I Invented Times New Roman", "Lemon Meringue Tie" e "The Backwards Pumpkin Song" foram liberadas em 22 de fevereiro de 2007 no MySpace da banda, e "Open Your Eyes and Look North" foi lançada em seu site no PureVolume. Este foi o último álbum do Dance Gavin Dance para ter Sean O'Sullivan na guitarra, e também é o único álbum completo com o vocalista Jonny Craig que saiu da banda em 2010.
A segunda parte do álbum, intitulado Downtown Battle Mountain II, foi lançado em 8 de março de 2011.

## Faixas
| N.º            | Título                                                 | Duração |  |
| 1.             | "Untitled"                                             | 0:48    |  |
| 2.             | "And I Told Them I Invented Times New Roman"           | 4:48    |  |
| 3.             | "It's Safe to Say You Dig the Backseat"                | 5:14    |  |
| 4.             | "Strawberry André"                                     | 3:13    |  |
| 5.             | "Lemon Meringue Tie"                                   | 3:51    |  |
| 6.             | "The Backwards Pumpkin Song"                           | 4:06    |  |
| 7.             | "Antlion"                                              | 3:19    |  |
| 8.             | "Turn Off the Lights, I'm Watching Back to the Future" | 3:59    |  |
| 9.             | "Open Your Eyes and Look North"                        | 4:29    |  |
| 10.            | "Surprise! I'm from Cuba, Everyone Has One Brain"      | 4:54    |  |
| 11.            | "12 Hours, 630 Miles"                                  | 1:23    |  |
| Duração total: | Duração total:                                         | 40:05   |  |

## Créditos
Dance Gavin Dance
- Jonny Craig - vocal limpo
- Jonathan Mess - vocal gutural
- Will Swan - guitarra
- Sean O'Sullivan - guitarra
- Eric Lodge - baixo
- Matt Mingus - bateria, percussão

Produção
- Kris Crummett - produção, engenharia, mixagem, masterização
- Mattias Adolfsson - capa

## Gráficos
| Gráfico (2007)            | Posição maxíma |
| ------------------------- | -------------- |
| Billboard Top Heatseekers | 46             |